# Max Bruch
Max Christian Friedrich Bruch (Köln, 6. siječnja 1838. – Berlin, 2. listopada 1920.), njemački skladatelj.
U svom bogatom stvaralaštvu najviše se ugledao na Mendelssohna i Brahmsa. Iako izrazit čuvar stare tradicije, ostavio je nekoliko djela koja su se održala do danas.
Najuspjelija djela ovog kasnoromantičara violinski su koncerti i varijacije za violončelo i orkestar te veće vokalne kompozicije kao što je oratorij "Pjesma o zvonu" na Schillerov tekst. 